# Cuanto
En física y en física cuántica, el término cuanto (del latín quantum, plural quanta, que significa «cantidad») denota en la física cuántica tanto el valor mínimo que puede tomar una determinada magnitud en un sistema físico, como la mínima variación posible de este parámetro al pasar de un estado discreto a otro. Se habla de que una determinada magnitud está cuantizada según el valor de cuanto. Es decir, el cuanto es una proporción determinada por la magnitud dada.
Esta unidad fue propuesta por el conocido científico Max Planck. 
Un ejemplo del modo en que algunas cantidades relevantes de un sistema físico están cuantizadas se da en el caso de la carga eléctrica de un cuerpo, que solo puede tomar un valor que sea un múltiplo entero de la carga del electrón. En la moderna teoría cuántica, aunque se sigue hablando de cuantización, el término cuanto ha caído en desuso. El que las magnitudes estén cuantizadas se considera ahora un hecho secundario y menos definitorio de las características esenciales de la teoría.
En informática un cuanto de tiempo es un pequeño intervalo de tiempo que se asigna a un proceso para que ejecute sus instrucciones. El cuanto es determinado por el planificador de procesos utilizando algún algoritmo de planificación.

## Historia
La palabra «quantum» proviene del latín «quantus», por «cuánta [cantidad]». «Quanta», abreviatura de «quanta de electricidad» (electrones) fue utilizada por Philipp Lenard en un artículo de 1902 sobre el efecto fotoeléctrico, quien acreditó a Hermann von Helmholtz el uso de la palabra en el campo de la electricidad. Sin embargo, la palabra «quantum» en general era bien conocida antes de 1900, y a menudo utilizada por médicos, como por ejemplo en el término quantum satis. Tanto Helmholtz como Julius von Mayer eran médicos además de físicos. Helmholtz utilizó «quantum», haciendo referencia a calentar, en su artículo sobre el trabajo de Mayer, y de hecho, la palabra «quantum» se puede encontrar en la formulación de la primera ley de la termodinámica de Mayer en su carta de 24 de julio de 1841. Max Planck utilizó «quanta» para significar «quanta de materia y electricidad», de gas y de calor. En 1905, en respuesta al trabajo de Planck y al trabajo experimental de Lenard, que había explicado sus resultados usando el término «quanta de electricidad», Albert Einstein sugirió que la radiación existía en paquetes espacialmente localizados que llamó "cuantos de luz" ("lightquanta").
El concepto de cuantización de la radiación fue descubierto en 1900 por Max Planck, que había estado tratando de entender la emisión de radiación de los objetos calientes, conocida como radiación del cuerpo negro. Al asumir que la energía solo puede ser absorbida o liberada en paquetes discretos, pequeños, diferenciales, que llamó "paquetes" o "elementos de energía", Planck explicó el hecho de que ciertos objetos cambiaban de color cuando se calentaban. El 14 de diciembre de 1900, Planck informó de sus hallazgos revolucionarios a la Deutsche Physikalische Gesellschaft (Sociedad Alemana de Física) e introdujo la idea de la cuantificación por primera vez como parte de su investigación sobre la radiación del cuerpo negro. Como resultado de sus experimentos, Planck dedujo el valor numérico de h, conocido como constante de Planck, y también pudo reportar un valor más preciso para el número de Avogadro-Loschmidt, el número de moléculas reales en un mol y la unidad de carga eléctrica, a la Sociedad Alemana de Física. Después de que se validase su teoría, Planck fue galardonado con el Premio Nobel de Física en 1918 por su descubrimiento.